# Эксперимент с птицей в воздушном насосе
«Эксперимент с птицей в воздушном насосе» (англ. An Experiment on a Bird in the Air Pump) — картина 1768 года английского художника Джозефа Райта из Дерби, одна из многих картин с эффектом светотени в жанре «ночных сцен» со скрытыми от глаз зрителя источниками света. Картина, представляющая научный опыт, необычна использованием приёмов тенебризма, а также торжественным настроением благоговения, более привычного для религиозных или исторических сцен; для художника оказываются не менее важны чудеса технологической эры. Картины Райта, где главными героями были учёные, ремесленники, рабочие, признавались современниками необычными, однако он, провинциальный художник, не снискавший известности в высшем обществе, не имел последователей. В настоящее время его произведения являются свидетельством индустриальной революции и эпохи Просвещения в целом.
В рамках изображённого на картине естественнонаучного эксперимента воздушный насос Роберта Бойля используется для лишения птицы воздуха на глазах у публики. Реакция на происходящее у свидетелей опыта различна, но в целом интерес к происходящему преобладает над тревогой о судьбе птицы. В композиции отсутствует центральная фигура, художник будто приглашает зрителя картины присоединиться к кругу изображённых.
В настоящее время картина выставлена в 34 зале Лондонской национальной галереи вместе с картиной «Дождь, пар и скорость» Уильяма Тёрнера.

## Исторический контекст
В 1659 году Роберт Бойль отдал поручение сконструировать воздушный (вакуумный) насос, который он описал как «пневматический двигатель». Насос был изобретён Отто фон Герике в 1650 году, но так как работы по его изготовлению требовали больших материальных затрат, учёные отказывались от создания механизма. Бойль, сын графа Корка, не испытывал нужды в средствах, он сконструировал две машины для себя, а одну подарил в 1659 году Королевскому обществу. Вероятно, в 1660-х годах, кроме насосов Бойля, существовало всего несколько подобных механизмов: по одному в Гааге у Христиана Гюйгенса и в Галифаксе у Генри Пауэра, и, возможно, такие насосы были в кембриджском Колледже Христа и парижской Академии Мортмора. Насос Бойля, изготовленный Робертом Гуком с поправками самого Бойля, был сложным и проблемным в применении. Многие показы проводил сам Гук, использовавший и свои навыки эффектной демонстрации, и техническое чутьё.
Несмотря на сложности, было произведено множество опытов, 43 из которых Бойль позже описал в своей книге New Experiments Physico-Mechanicall, Touching the Spring of the Air, and its Effects (Made, for the Most Part, in a New Pneumatical Engine). Он изучал влияние «разреженного» воздуха на горение, магнетизм, звук и барометры, а также влияние давления воздуха на различные вещества. Среди экспериментов было два, проводившихся на живых существах: сороковой опыт показывал способность насекомых летать в разреженном воздухе, а сорок первый — необходимость воздуха для живых существ. Он ставился на птицах, мышах, угрях, улитках и мухах; изучалась их реакция на удаление воздуха. Непосредственно в книге был описан эксперимент с жаворонком.
Птица некоторое время казалась довольно живой; но после большего откачивания воздуха она явно стала слабеть и становиться больной, вскоре после этого забилась в яростных конвульсиях, каковые обычно бывают у домашней птицы, которой свернули шею; птица ударилась два-три раза и умерла, её грудь опала, голова склонилась, а шея вывернулась.Оригинальный текст (англ.)…the Bird for a while appear'd lively enough; but upon a greater Exsuction of the Air, she began manifestly to droop and appear sick, and very soon after was taken with as violent and irregular Convulsions, as are wont to be observ'd in Poultry, when their heads are wrung off: For the Bird threw her self over and over two or three times, and dyed with her Breast upward, her Head downwards, and her Neck awry.
Ко времени создания картины Райтом воздушные насосы стали весьма распространённым научным инструментом, и странствующие лекторы (больше «шоумены», нежели учёные) часто исполняли «опыт с животным в воздушном насосе» в качестве основного номера своего выступления. Как правило, они проводились в ратушах и других больших строениях, с продажей билетов, либо показывались в частных домах для членов различных клубов, — именно такая демонстрация представлена на картине Райта. Одним из самых знаменитых и уважаемых путешествующих лекторов был Джеймс Фергюсон, шотландский астроном и вероятный знакомый Джозефа Райта. Известно, что они оба были друзьями Джона Уайтхёрста. Фергюсон отмечал, что часто вместо животного в опыте использовался надутый мочевой пузырь, так как иначе зрелище было слишком тяжёлым для любого зрителя, имеющего хоть каплю человечности.

## Картина

### Описание

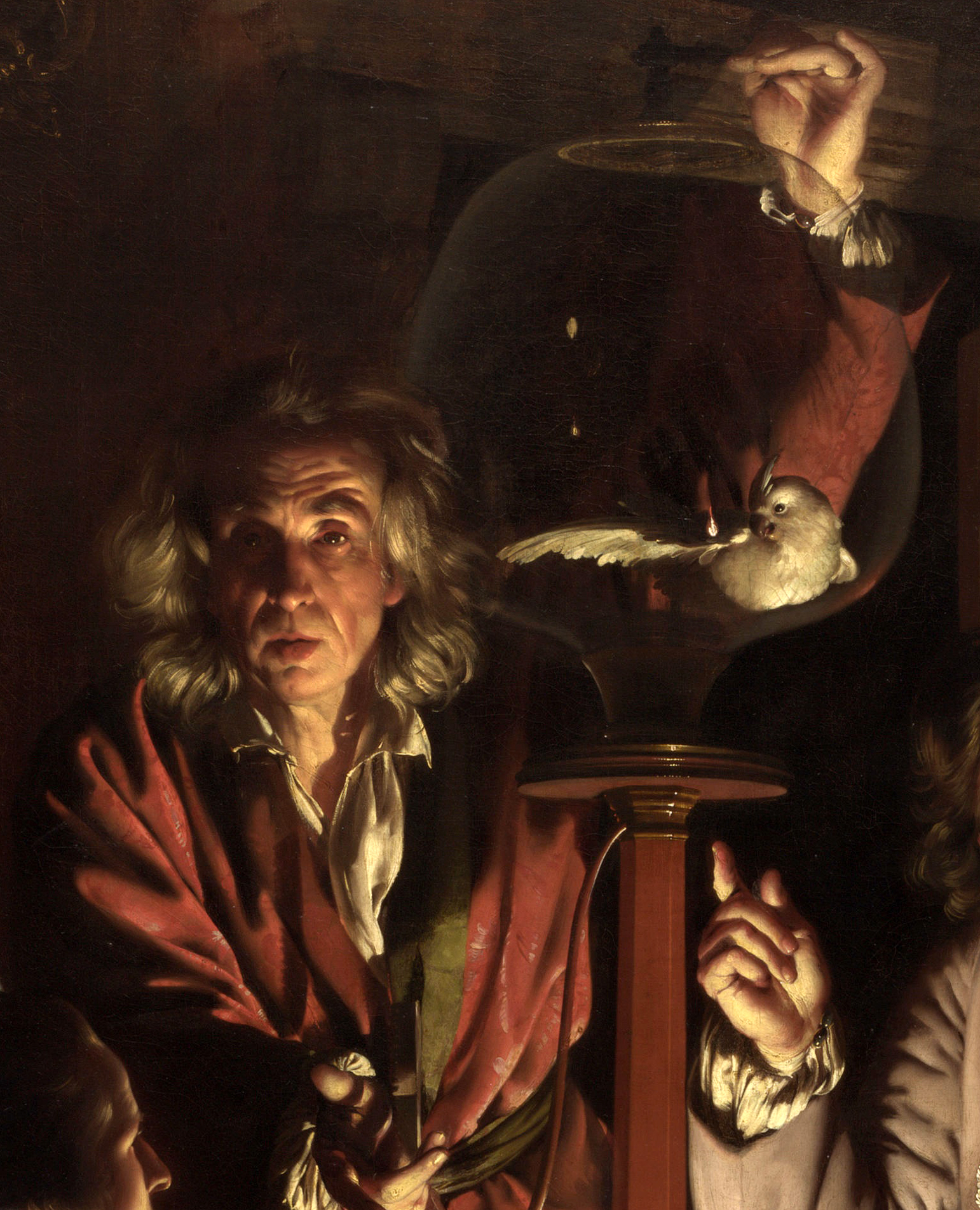
Деталь картины

На картине размером 183 на 244 сантиметра показан белый какаду, в панике мечущийся в стеклянной ёмкости, пока воздух из неё медленно откачивается насосом. Эмоции зрителей различны: одна из девушек взволнованно следит за птицей, другая не может смотреть, и её утешает её отец; два джентльмена (один из которых бесстрастно фиксирует время эксперимента) и мальчик смотрят с интересом, в то время как двое влюблённых в левой части картины поглощены друг другом. Взгляд учёного устремлён прямо на зрителя, его левая рука лежит на клапане машины, а правая вопросительно направлена вперёд, словно экспериментатор спрашивает, продолжать ли опыт, убив птицу, или воздух стоит вернуть и спасти какаду. Кроме детей, из персонажей никто более не сочувствует птице: Давид Солкин предполагает, что объектом картины, собственно, является беспристрастное развитие научного общества. Люди сосредоточены друг на друге: отец на своих детях, молодой человек на девушке, а страдание какаду выступает лишь как объект внимательного изучения. С правой стороны виден мальчик с клеткой, и неясно, снимает ли он её, чтобы посадить туда оставшуюся в живых после эксперимента птицу, или убирает, так как ожидается смерть её обитателя.

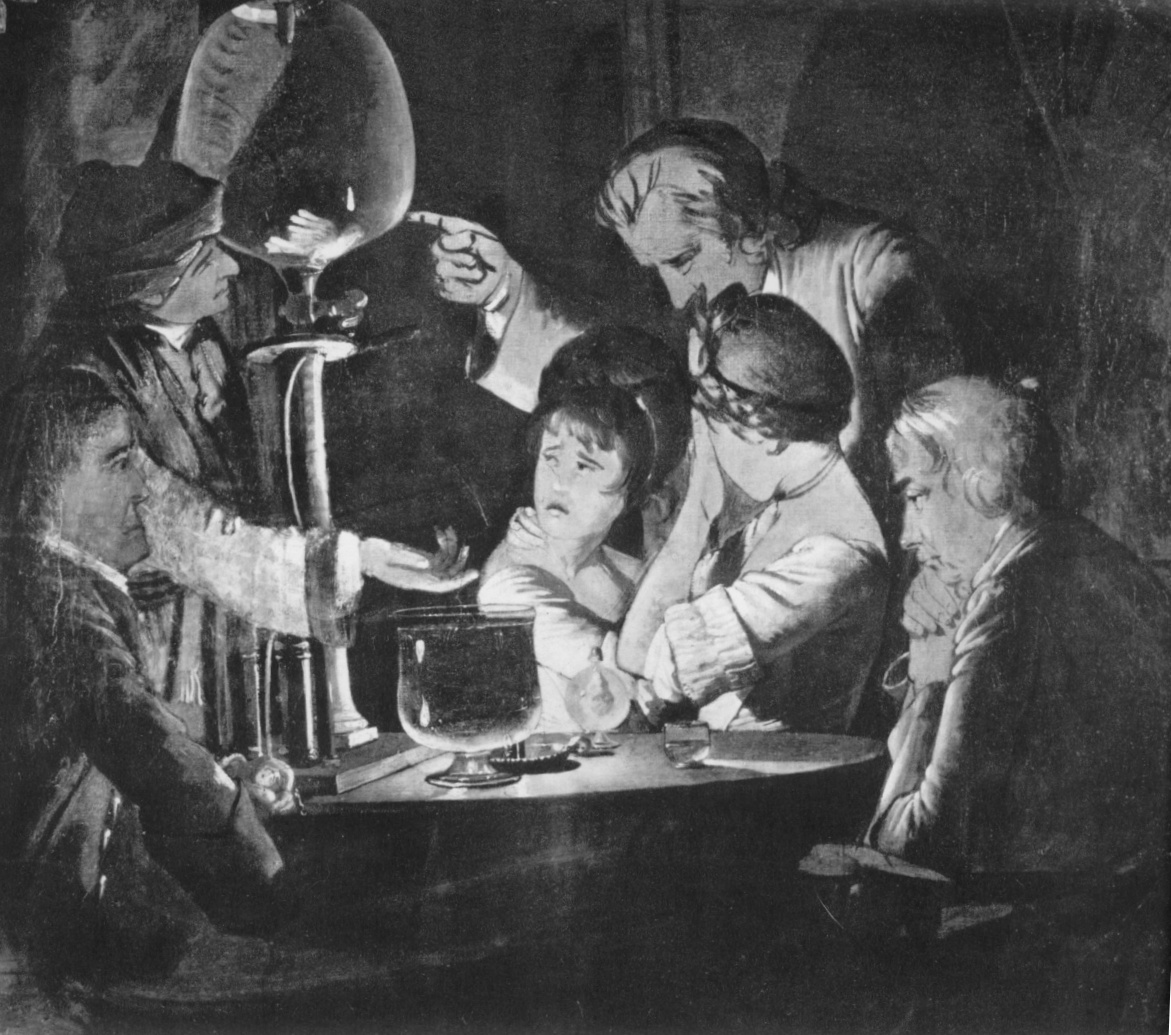
Фрагмент эскиза

Ранний набросок картины показывает демонстратора в более обнадёживающей позе; птица на этом эскизе — обычная певчая птица.

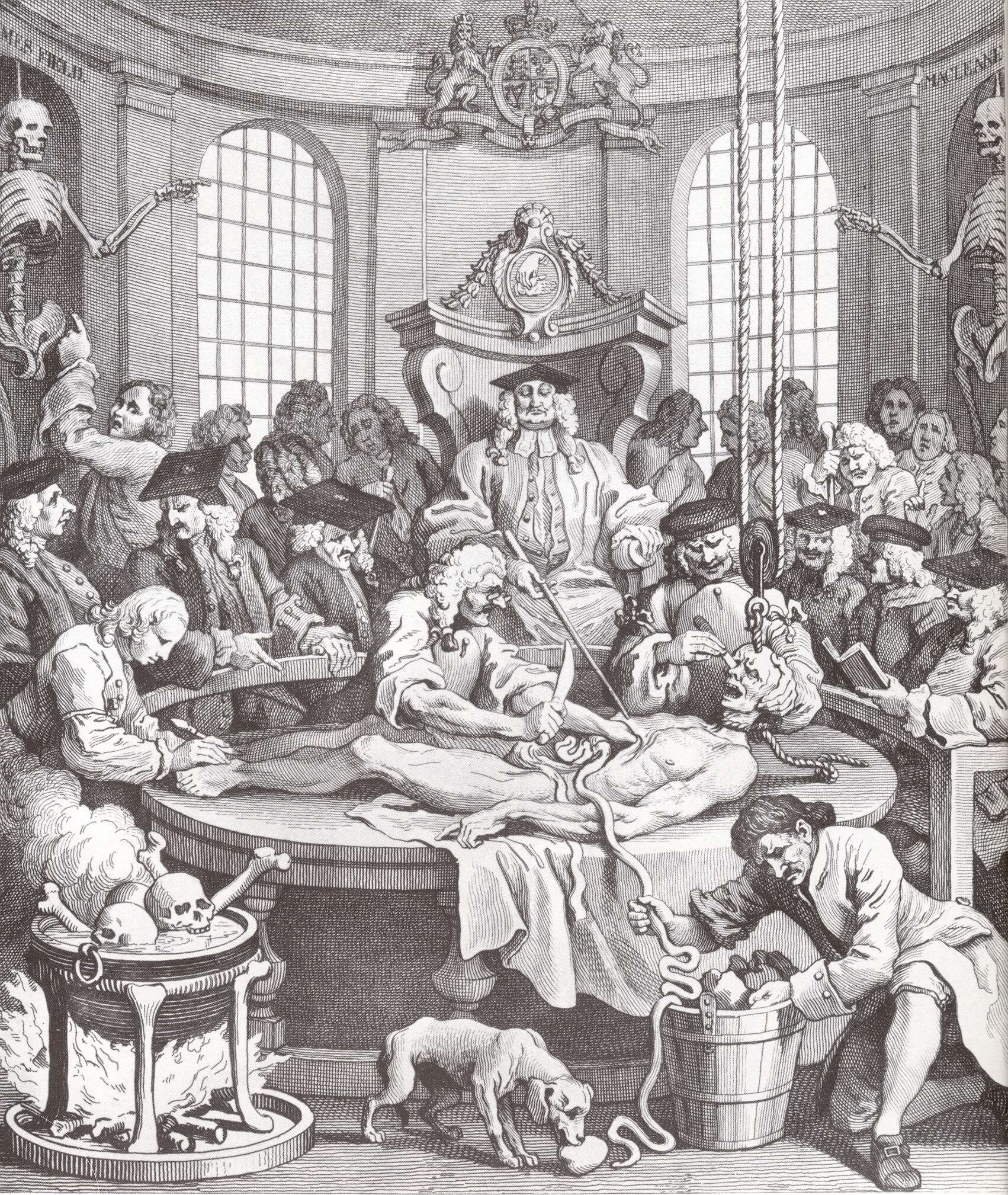
У. Хогарт. «Четыре стадии жестокости», четвёртый отпечаток

Согласно Дженни Аглоу, фигура мальчика перекликается с фигурой с последнего из отпечатков «Четырёх стадий жестокости» Уильяма Хогарта, а Давид Фразер отмечает, что композиция также построена вокруг рассматриваемого объекта. Фигура мальчика и нейтральность экспериментатора были поздними идеями: в первом варианте мальчик отсутствует, а центральный персонаж (автопортрет Райта) обнадёживает девочек. Ясно, что птица выживет, и, таким образом, картина лишена силы финального варианта. Райт, использовавший в своём творчестве образы из английской поэзии, вероятно, знал следующий стих из «Странника» (1729) Ричарда Сэвиджа (приведён нелитературный перевод):
Так вот, — есть Двигатель, что Воздух отвергает,

Он без дыханья божие Творенье запирает,

Оно слабеет, поникает и трепещет, и молит о Дыханьи.

Перед глазами плывёт сумра́чный Образ, — тенистая Мгла Смерти,

Но если добрый Воздух опять напоит вдоволь,

Так тотчас новые Сердцебиенья, Пульсы будут в каждой Вене,

И с прояснившегося, зажжённого жизнью Взора,

Слетит сырой туман и разлетится Мгла.Оригинальный текст (англ.)So in some Engine, that denies a Vent,

If unrespiring is some Creature pent,

It sickens, droops, and pants, and gasps for Breath,

Sad o’er the Sight swim shad’wy Mists of Death;

If then kind Air pours powerful in again.

New Heats, new Pulses quicken ev’ry Vein;

From the clear’d, lifted, life-rekindled Eye,

Dispers’d, the dark and dampy Vapours fly.

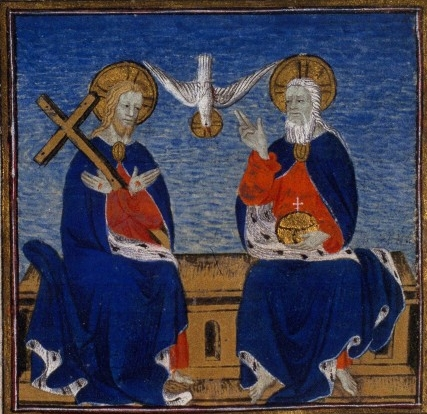
Фигуры у птицы сравнивают с позднесредневековыми изображениями Троицы

Какаду в то время был редкой птицей, такой, чьей жизнью никогда на самом деле не рисковали в подобных экспериментах. Он стал известен после иллюстраций, сделанных во время путешествий капитана Кука в 1770-х годах. До путешествий Кука какаду экспортировались как редкие экзотические птицы в клетках. Райт нарисовал одного в 1762 году в доме Уильяма Чейса, показав его как в отдельной картине «Попугай», так и в портрете Чейса и его жены. Выбрав столь редкий объект для изображения эксперимента, Райт не только достигал большей драматичности, но и, вероятно, показывал ценностные приоритеты эпохи Просвещения. Белое оперение какаду к тому же более эффектно выглядит в тёмной комнате, нежели тусклая птица в раннем наброске. Сходство с изображениями Троицы и фигурами этой картины заключается в ассоциации белого какаду с белым голубем, символизирующим Святой Дух, отца — с Христом и философа — с Отцом.
На столе разложены различные инструменты, которыми лектор может пользоваться в процессе своей демонстрации: термометр, насос для магдебургских полушарий (которые невозможно растащить, когда между ними выкачан воздух) и так далее. То, что, вероятно, является человеческим черепом в заполненной жидкостью сфере на столе, — не обычное оборудование; Уильям Шупбах предполагает, что этот предмет и предположительно расположенная за ним свеча символизируют борьбу какаду за жизнь.

### История картины

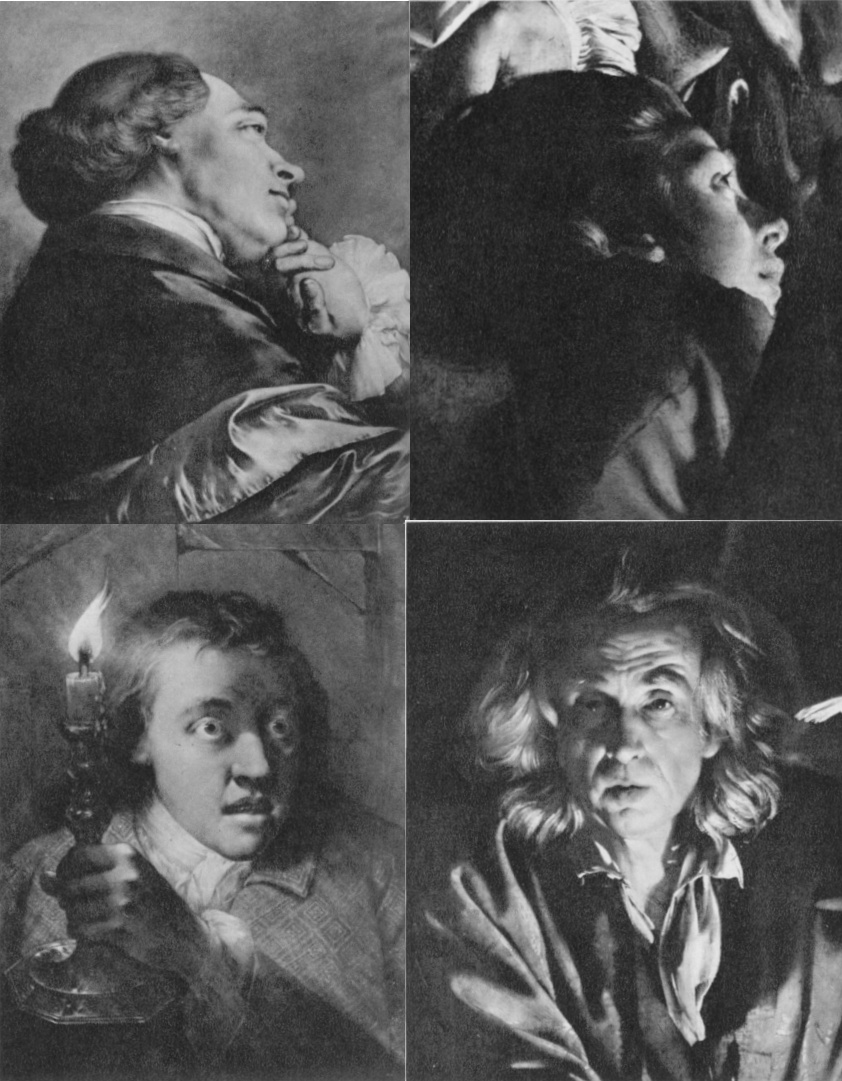
Фрагменты слева — меццо-тинто Фрая. Вероятно, эта гравюра повлияла на картину Райта (фрагменты справа)

Изначально Джозеф Райт работал в жанре портрета. Бенедикт Никольсон предполагает, что позднее Райт был впечатлён меццо-тинто Томаса Фрая (Thomas Frye), обыгрывающего освещение свечами, после чего Райт стал экспериментировать со светом. Первая попытка, A Girl reading a Letter by candlelight with a Young Man looking over her shoulder, была заурядной и осталась неоконченной. «Эксперимент…» входит в серию картин, запечатлевших эффекты светотени, написанных Райтом в 1765—1768 годах; среди них — «Философ, объясняющий модель Солнечной системы», «Три человека, рассматривающие гладиатора при свечах», «Философ при свете лампы», «Человек, закапывающий норы»; источники света, используемые в них, олицетворяют «свет разума». Остаётся неопределённость, какие из европейских картин, построенных на мастерском использовании светотени, Райт мог видеть в оригинале, а не в печатном виде; среди возможных кандидатов исследователи называют нидерландских последователей Караваджо или же Годфрида Схалкена, картины которого находились в британских коллекциях в годы жизни Райта.
Как и более ранняя картина Райта «Философ, объясняющий модель Солнечной системы», «Эксперимент…» написан не на заказ и был приобретён Бенджамином Бейтсом, ранее уже купившим у Райта картину «Три человека, рассматривающие гладиатора при свечах». Не до конца понятно, за какую цену была приобретена картина, — известно о письме Райта, что слишком низкая цена может повредить ему при дальнейших продажах, его запись о том, что он получил 30 фунтов стерлингов в счёт оплаты, и нет данных, была ли выплачена полная сумма.
Райт выставлял картину в 1768 году в Обществе художников и в том же году вновь представлял её Кристиану VII, королю Дании. Обозреватели отметили, что картина «умна и энергична», а Гюстав Флобер, видевший картину во время своего путешествия в 1865—1866 годах, описывает её как «очаровательно простую и глубокую». Картина так популярна, что Валентайн Грин выполнил по ней меццо-тинто, которое было издано Джоном Бойделлом 24 июня 1769 года. Листы меццо-тинто с картины Райта первоначально продавались за 15 шиллингов. В XVIII и XIX веках гравюра с картины переиздавалась, но имела всё меньший успех. Историк искусства Элис Уотерхаус назвал эту картину «одним из совершенно оригинальных шедевров британского искусства».
От Бейтса картина перешла к Уолтеру Тайреллу, а член его семьи Эдвард подарил её Национальной галерее, когда в 1854 году картину не удалось продать на аукционе. В 1929 году картина перешла в галерею Тейт, хотя на тот момент она была одолжена Музею и художественной галерее Дерби (с 1912 по 1947 год). Картина была одолжена на выставки в Национальную художественную галерею Вашингтона в 1976 году, в Национальный музей изящных искусств Стокгольма в 1979—1980 годах, в Париж, Нью-Йорк и Тейт в 1990 году. С 1986 года картина была обратно отозвана в Национальную галерею; её состояние было описано как хорошее, но с лёгкими изменениями, видимыми на некоторых фигурах. Последнее очищение картины проходило в 1974 году.
Картина неоднократно использовалась в качестве иллюстрации к книгам, как художественным, так и научным. Она породила и имитации: например, обложку к «Науке плоского мира» Терри Пратчетта, Иена Стюарта и Джека Коэна, выполненную художником Полом Кидби, который заменил фигуры Райта изображениями главных героев книги. Ш. Стивенсон, вдохновлённый картиной Райта, написал пьесу An Experiment with an Air Pump, получившую в 1997 году премию Маргарет Ремси. Премьера пьесы состоялась в Манчестере в Royal Exchange Theatre (1998).